# John Dall
John Dall (26 de Maio de 1920 –  15 de Janeiro de 1971) foi um ator estadunidense
Dall ficou conhecido após ser o matador intelectual do filme Rope de Alfred Hitchcock e pelo filme Mortalmente perigosa de 1950 do diretor Joseph H. Lewis. Com o filme The Corn Is Green, foi nomeado do Oscar de melhor ator coadjuvante.

## Filmografia principal
- The Corn Is Green (1945)
- Another Part of the Forest (1948)
- Something in the Wind (1947)
- Rope (1948)
- Gun Crazy (1949)
- The Man Who Cheated Himself (1950)
- Spartacus (1960)
- Atlantis, the lost continent (1961)